# Karl Frielingsdorf
Karl Frielingsdorf SJ (* 23. Februar 1933 in Düren; † 25. Mai 2017 in Frankfurt am Main) war ein deutscher Jesuit sowie Religionspädagoge und Pastoralpsychologe.

## Leben
Karl Frielingsdorf begann nach seinem Abitur 1952 ein Jurastudium in Köln und trat 1953 in den Jesuitenorden ein. Von 1956 bis 1959 studierte er Philosophie am Berchmanskolleg der Jesuiten in Pullach (jetzt Hochschule für Philosophie München) und von 1961 bis 1965 Theologie an der Philosophisch-Theologischen Hochschule Sankt Georgen in Frankfurt am Main. Es folgten weitere Studien am Institut Supérieur de Pastorale Catéchétique (ISPC) in Paris und in Pädagogik sowie Psychologie am Institut für Pastoraltheologie und Pastoralpsychologie in Innsbruck, am Katechetischen Institut der Universität München und am Sigmund-Freud-Institut in Frankfurt am Main. 1969 wurde er an der Universität Trier mit einer Arbeit über „Die Gotteslehre in den Katechismen der Aufklärungszeit“ (veröffentlicht als Auf dem Weg zu einem neuen Gottesverständnis) zum Dr. theol. promoviert. 1972 habilitierte er sich an der Jesuitenhochschule Sankt Georgen in Frankfurt am Main mit einer Schrift über gruppendynamische Aspekte der Religionspädagogik und des Theologiestudiums (Titel: Lernen in Gruppen) und erhielt die Venia legendi in Religionspädagogik und Pastoralpsychologie.
1974 wurde Frielingsdorf auf die Professur für Religionspädagogik und Pastoralpsychologie an der Philosophisch-Theologischen Hochschule Sankt Georgen berufen. Zudem war er von 1975 bis 1985 Dozent an der Johann Wolfgang Goethe-Universität Frankfurt am Main und der Päpstlichen Universität Gregoriana in Rom. 2001 wurde er emeritiert. 2004 hat er die Leitung des Instituts für Pastoralpsychologie und Spiritualität, dessen Gründer und langjähriger Leiter er war, an Klaus Kießling abgegeben.

## Wirken
Frielingsdorf engagierte sich für die Aus- und Weiterbildung von Priestern und Geistlichen sowie Mitarbeitern im pastoralen und seelsorgerischen Dienst. Er war Mitbegründer und langjähriger Vorstand der Deutschen Gesellschaft für Pastoralpsychologie. Mit einer Veröffentlichung über die Situation der Pastoralpsychologie in Deutschland thematisierte er erstmals 1974 die zusammenhängende Thematik der Psychologie und Theologie. Er gilt als Begründer der Schlüsselmethode, einer psychotherapeutischen Methode mit Bezug zur systemischen Familientherapie.
Im Standardwerk Die Psychologie des 20. Jahrhunderts wird Karl Frielingsdorf als einer der „führenden Vertreter in der Versöhnung zwischen Psychologie und Theologie“ benannt. Er hat zahlreiche Arbeiten und wissenschaftliche Aufsätze veröffentlicht.

## Schriften (Auswahl)

### Publikationen in Buchform
- Auf dem Weg zu einem neuen Gottesverständnis. Die Gotteslehre des J. B. Hirscher als Antwort auf das säkularisierte Denken der Aufklärungszeit (= Frankfurter theologische Studien. Nr. 6). Knecht, Frankfurt am Main 1970, ISBN 978-3-7820-0033-8 (XI, 199 S.).
- Lernen in Gruppen. Gruppendynamische Aspekte der Religionspädagogik und des Theologiestudiums (= Religionspädagogik – Theorie und Praxis. Nr. 22). Benziger, Zürich 1973, ISBN 978-3-545-26067-2 (266 S.).
- zusammen mit Günther Stöcklin: Seelsorge als Sorge um Menschen, Matthias-Grünewald-Verlag 1983, ISBN 3786705720
- Mein Leben annehmen. Der pastoraltherapeutische Impuls der Schlüsselmethode, Matthias-Grünewald-Verlag 1993, ISBN 3786717141
- Der wahre Gott ist anders, Topos-Verlag 1997, ISBN 3786720088
- Aggression stiftet Beziehung, Matthias-Grünewald Verlag 1999, ISBN 3786721602
- Dämonische Gottesbilder: Ihre Entstehung, Entlarvung und Überwindung, Matthias-Grünewald Verlag 2001, ISBN 3786783756
- Hier will ich sein: 25 Jahre pastoraltherapeutische Arbeit in Positano, Matthias-Grünewald Verlag 2001, ISBN 3786722951
- Gottesbilder: Wie sie krank machen – wie sie heilen (Ignatianische Impulse), Echter Verlag 2007, ISBN 3429025362
- Vom Überleben zum Leben: Wege zur Identitäts- und Glaubensfindung, Matthias-Grünewald-Verlag 2008, ISBN 3786727295
- Mein Leben mit Gott versöhnen: Ein Kursbuch für geistliches Wachsen und Begleiten, Echter Verlag 2008, ISBN 3429029775
- Aggression: zerstörend oder lebensfördernd, Echter Verlag 2016, ISBN 3429039304
- Mein Lebensglück finden: Mehr selbst leben als gelebt werden, Echter Verlag 2017, ISBN 3429043425

### Zeitschriftenartikel
- Zwiegespräch zwischen Petrus und Jesus. Meditation zum Fest Kreuzerhöhung, in: Der Prediger und Katechet, 156. Jahrgang, 2017, Heft 5.